# Muzeum im. Emeryka Hutten-Czapskiego
Muzeum im. Emeryka Hutten-Czapskiego (także Muzeum Czapskich) – oddział Muzeum Narodowego w Krakowie mieszczący się w pałacu Czapskich przy ulicy Józefa Piłsudskiego 10-12 oraz w domu Władysława Łozińskiego przy ulicy J. Piłsudskiego 14.

## Historia
Pałacyk, zbudowany w 1884 roku, zakupił Emeryk Hutten-Czapski, kiedy sprowadził się do Krakowa. Był on wicegubernatorem Petersburga, a z zamiłowania kolekcjonerem, bibliofilem i numizmatykiem. W rodzinnym majątku Stańków zgromadził ponad 11 tys. monet, medali, orderów, banknotów i rycin oraz bogatą bibliotekę. Dla swojej unikatowej kolekcji, którą osobiście skatalogował, nakazał wybudować w Krakowie osobny pawilon. Obiekt zaprojektował w 1896 roku Tadeusz Stryjeński; nad wejściem do pawilonu umieszczono łaciński napis Monumentis Patriae Naufragio Ereptis, co w tłumaczeniu na język polski znaczy: „Pamiątkom ocalonym z burzy dziejowej”. Do pawilonu muzealnego wiodła osobna brama w ogrodzeniu i osobne wejście. Sale ekspozycyjne o dużych oknach posiadały muzealne wyposażenie (oszklone gabloty i szafy), gdzie wystawiano m.in. zbiory porcelany i szkła artystycznego.
Emeryk Hutten-Czapski zmarł w trakcie prac organizacyjnych 23 lipca 1896 roku. Pochowany został na Cmentarzu Rakowickim. Dużą rolę w tworzeniu muzeum odegrała w tym okresie wdowa po Emeryku Hutten-Czapskim, Elżbieta Hutten-Czapska, która w 1901 roku dokonała otwarcia placówki wraz z Feliksem Koperą. Rodzina, reprezentowana przez Jerzego Hutten-Czapskiego, przekazała kolekcję miastu 12 marca 1903 roku. 18 lipca 1904 roku Muzeum Czapskich stało się oddziałem Muzeum Narodowego. Po roku 1937 Muzeum przejęło także archiwum korespondencji i księgozbiór zmarłego w tym roku hr. Bogdana Hutten-Czapskiego. Z czasem zbiory Czapskiego zostały uzupełnione o następujące darowizny: Wiktora Wittyga (monety średniowieczne), Zygmunta Zakrzewskiego (5 tys. monet piastowskich), Franciszka Piekosińskiego i Karola Halamy (monety antyczne) oraz Piotra Umińskiego (monety krzyżackie i kurlandzkie). Do muzeum trafiły także prace braci Maksymiliana i Franciszka Ksawerego Siemianowskich. Cała kolekcja była udostępniana dla zwiedzających do 1939 roku.
Po zakończeniu generalnego remontu, 28 czerwca 2013 roku Muzeum Narodowe w Krakowie otworzyło w pałacu Europejskie Centrum Numizmatyki Polskiej, w którym jest wystawiona kolekcja monet, medali i banknotów polskich oraz zbiór starych druków i rękopisów. Odnowiono również dziedziniec, ogród i lapidarium.
Kierowniczką muzeum  jest od października 2017 Agnieszka Kosińska.
W domu Władysława Łozińskiego mieszczą się:
- Dział Starych Druków i Rękopisów,
- Dział Starej Fotografii,
- Archiwum Zakładowe MNK,
- Pracownia Konserwacji Papieru i Skóry,
- Introligatornia
- Laboratorium Analiz i Nieniszczących Badań Obiektów Zabytkowych (LANBOZ).

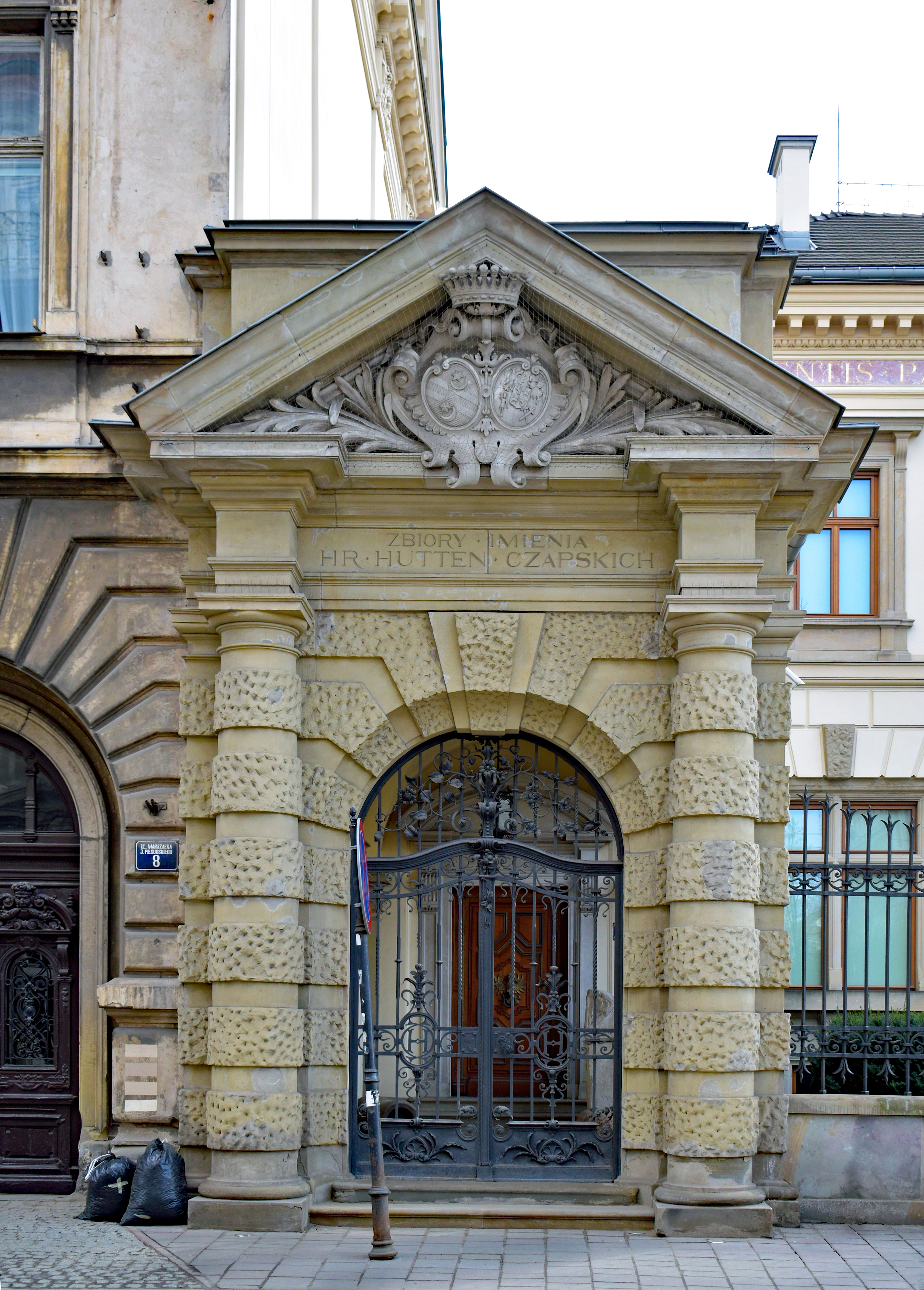
Brama wejściowa
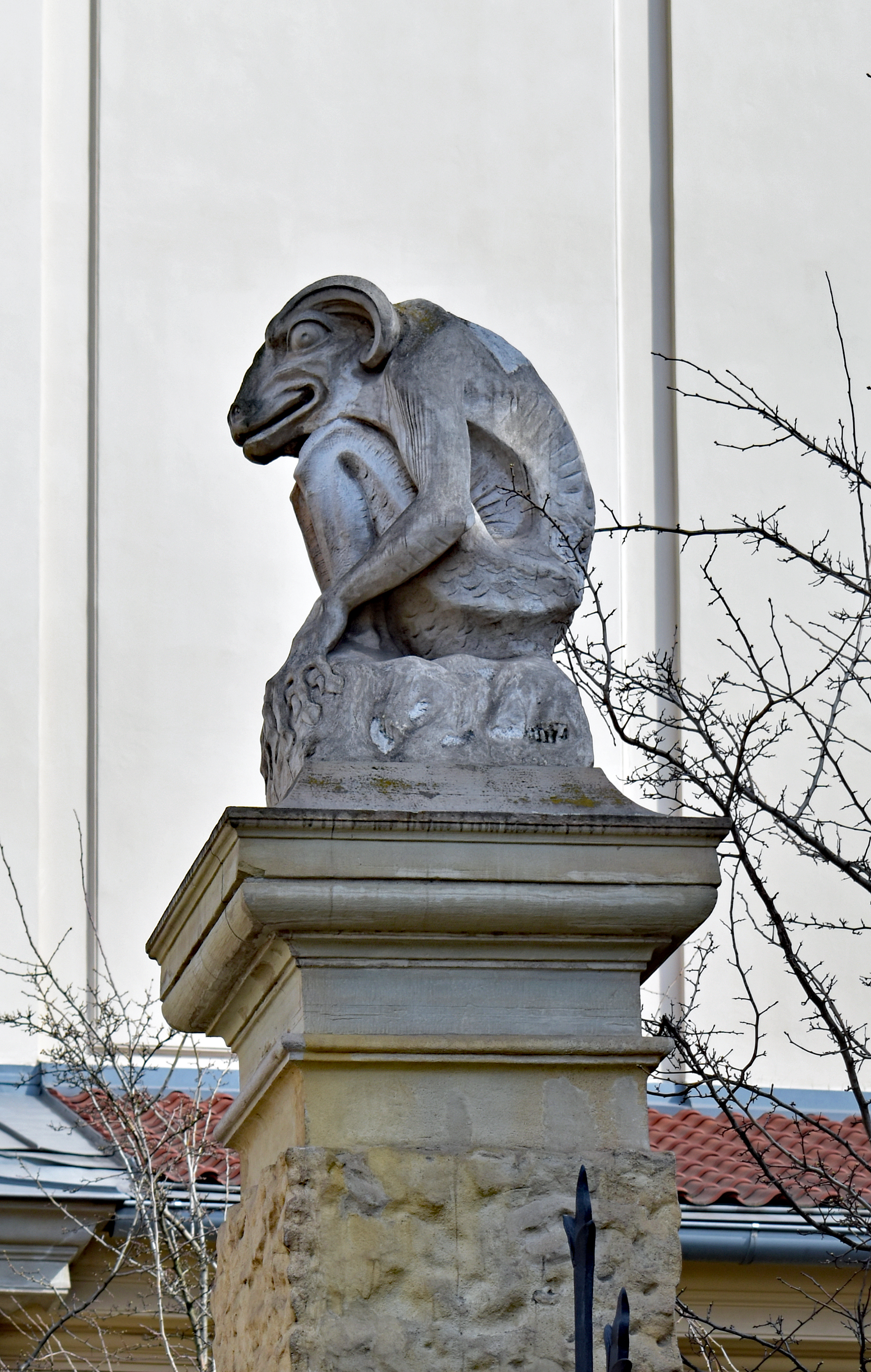
Chimera, rzeźba Henryka Kunzeka czuwająca nad zbiorami
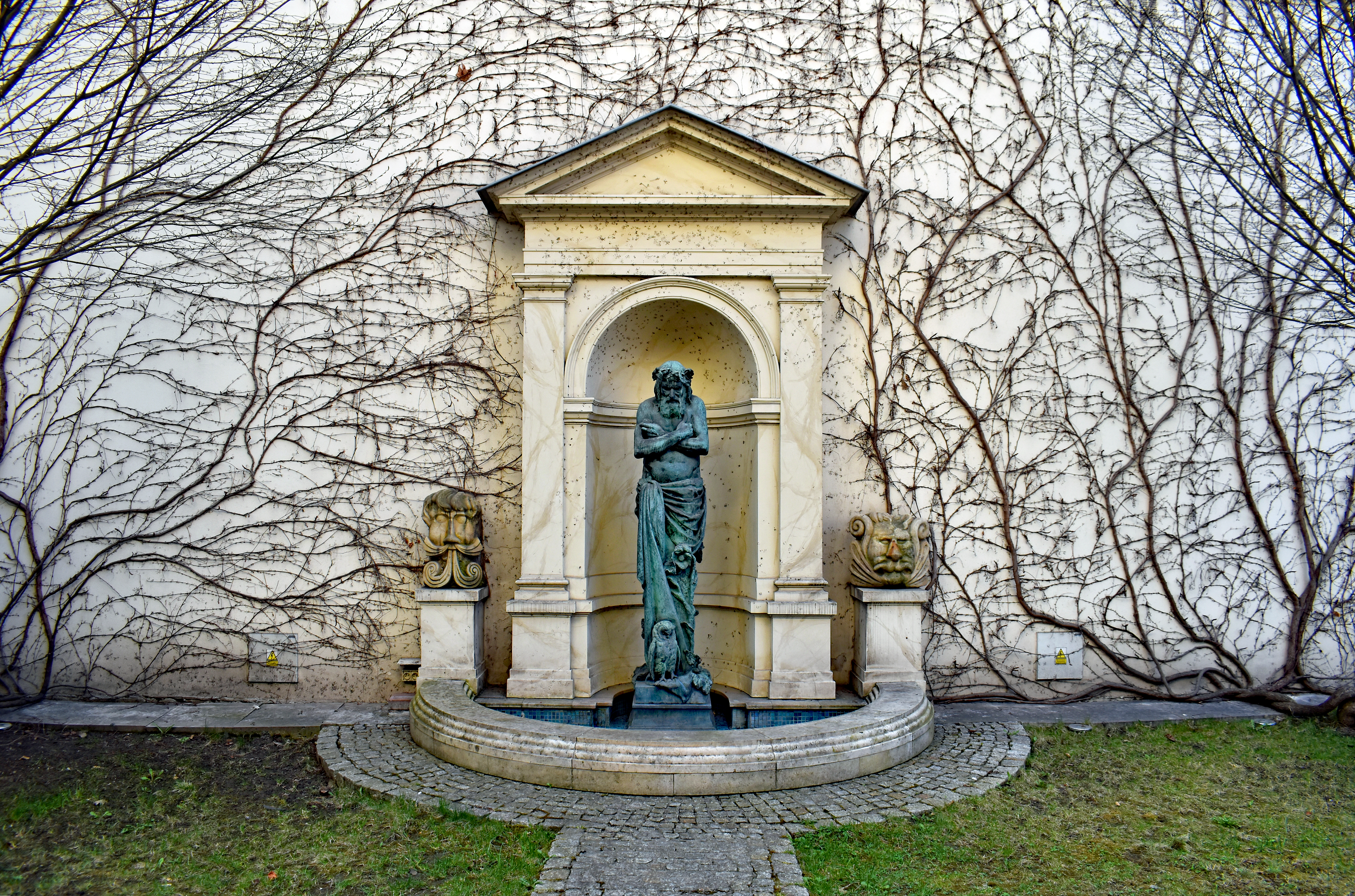
Morfeusz, rzeźba Teofili Certowicz przy wejściu do ogrodu Muzeum
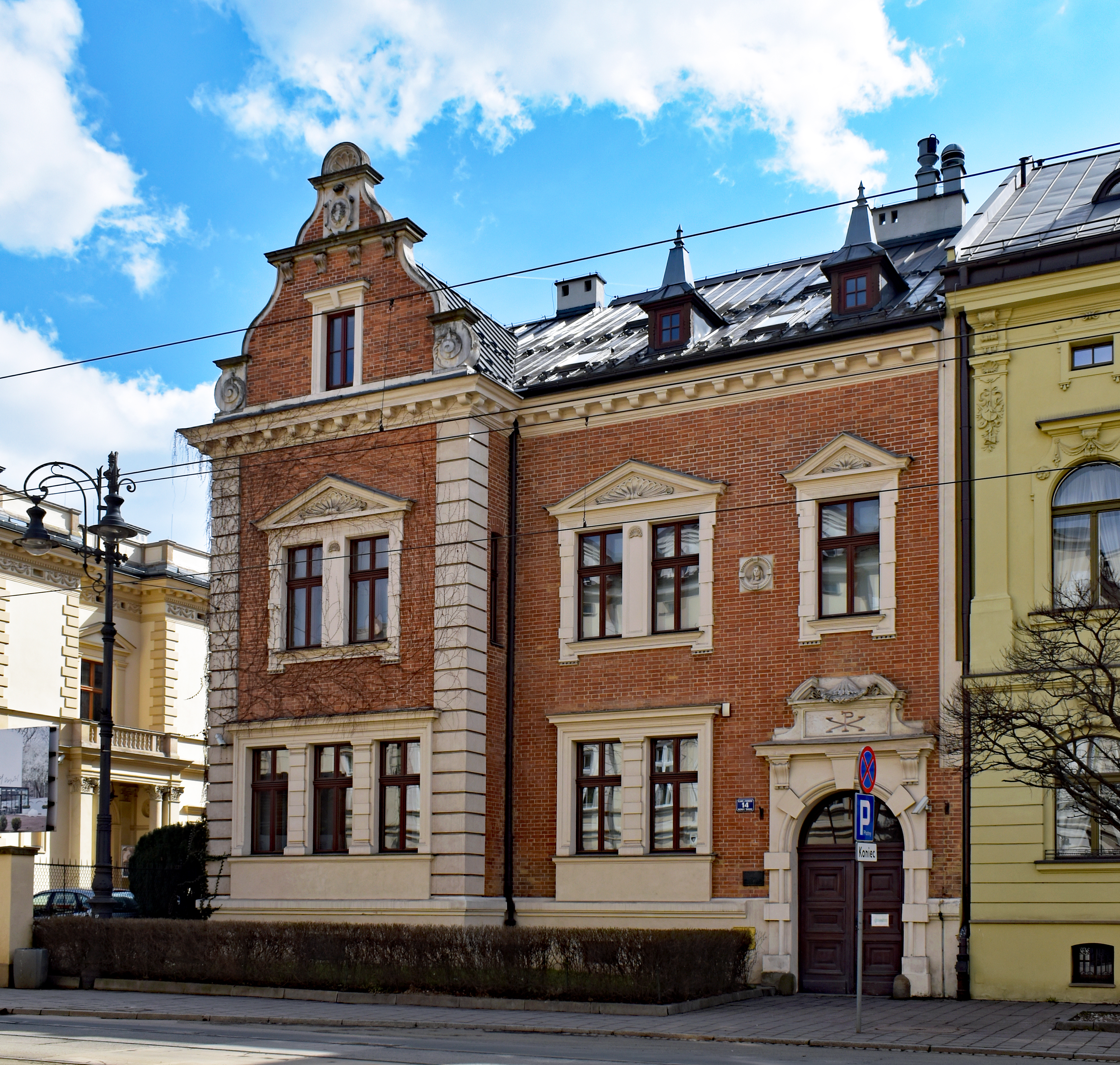
Dom Władysława Łozińskiego
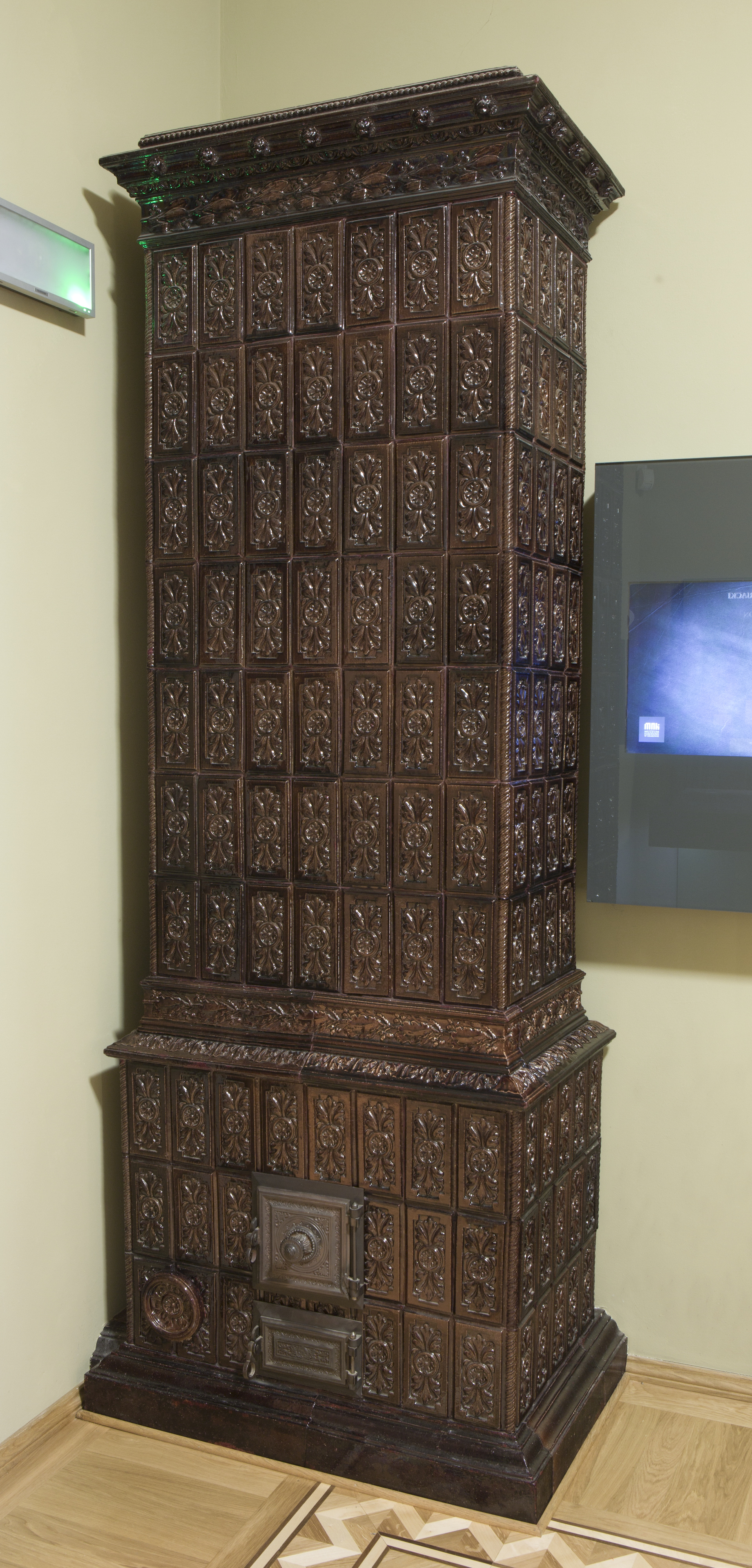
Zabytkowy dziewiętnastowieczny piec kaflowy we wnętrzu muzeum
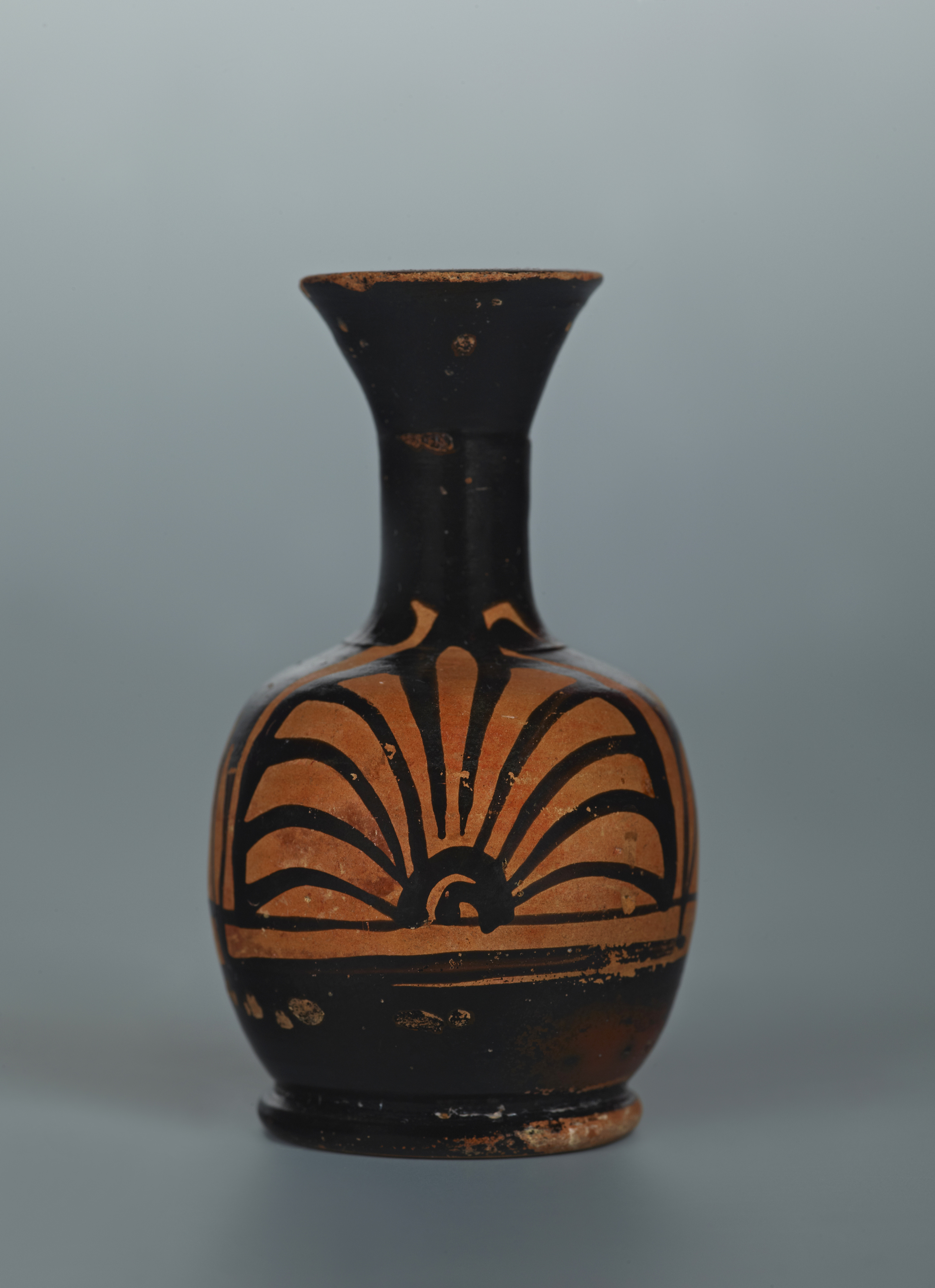
Lekyt aryballosowy z Attyki (między 420 a 380 p.n.e.)
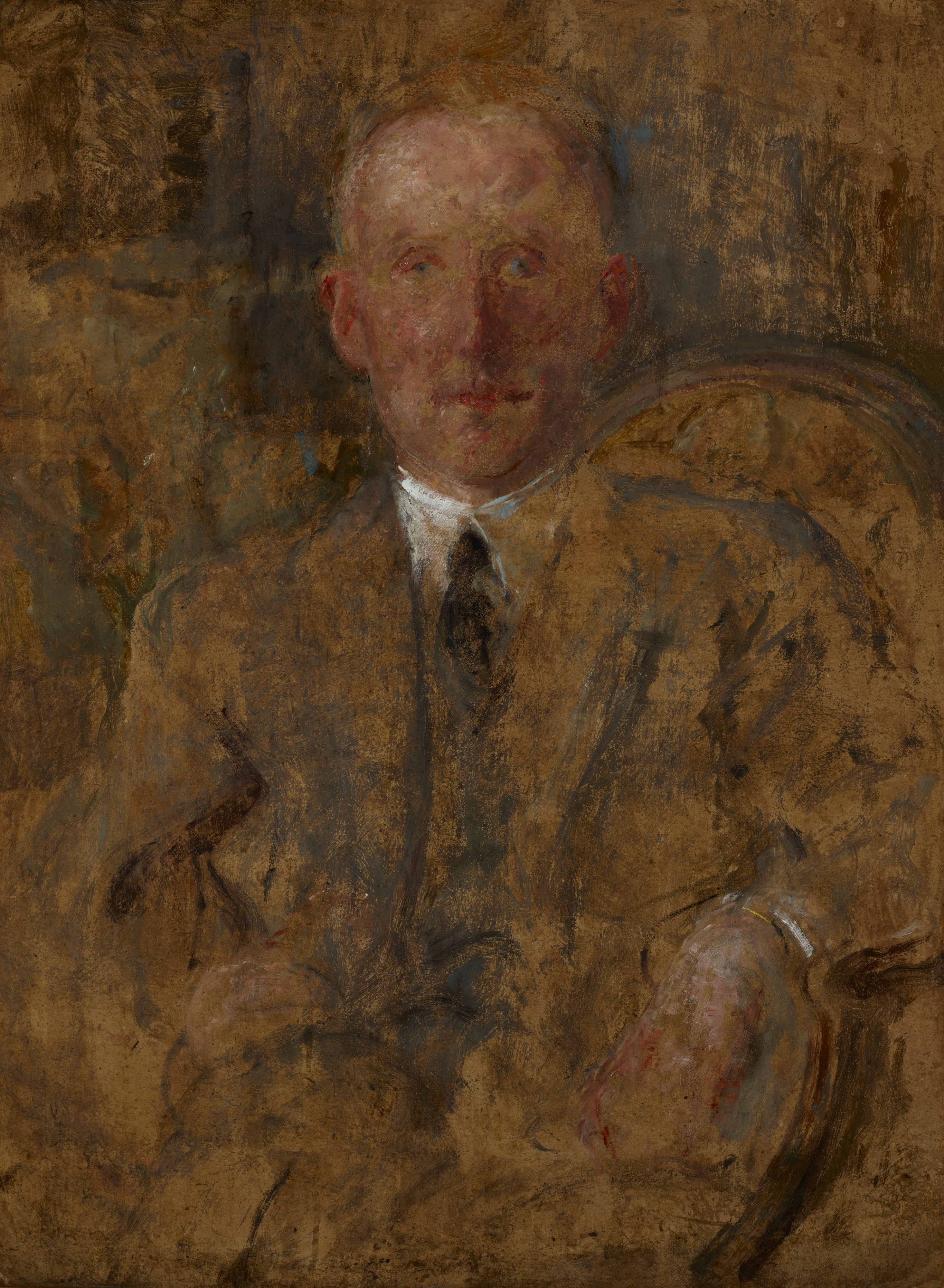
Olga Boznańska, Portret Emeryka Hutten-Czapskiego, 1930
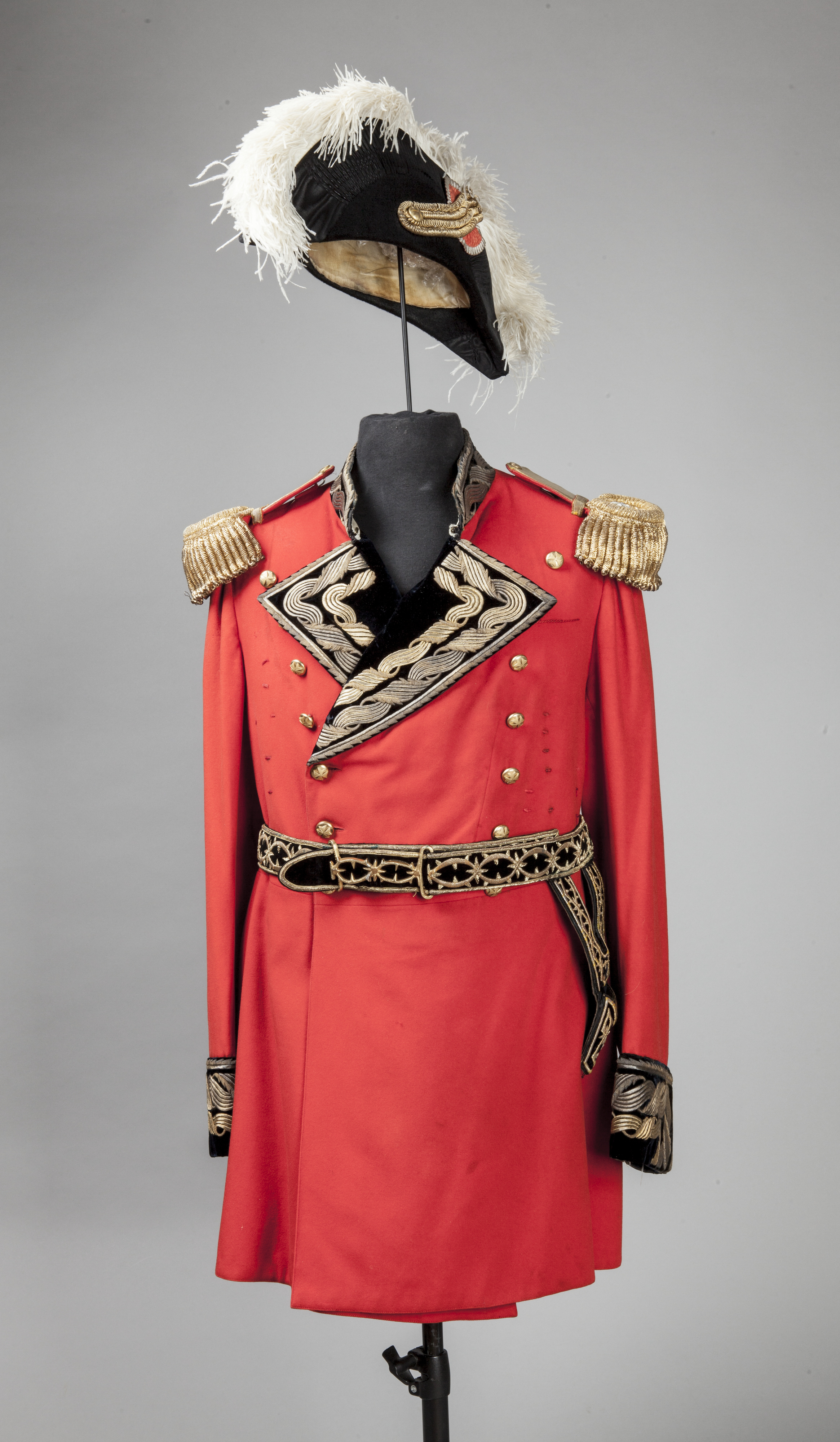
Kazimierz Lutosławski, mundur Kawalera Maltańskiego po Emeryku Hutten-Czapskim jr oraz Władysławie Ponińskim, pierwsza połowa XX wieku